# Chuột chù Armenia
Chuột chù Armenia, tên khoa học Crocidura armenica, là một loài động vật có vú trong họ Chuột chù, bộ Soricomorpha. Loài này được Gureev mô tả năm 1963.